# Guido III van Spoleto
Guido van Spoleto (? - Taro, 12 december 894) was koning van Italië van 889 tot 894.
Hij was de zoon van Guido I van Spoleto (zelf een zoon van Lambert I van Nantes) en Ida van Benevento. Hij was van Frankische afkomst, maar had ook banden met de Karolingers, aangezien zijn grootvader Lambert als tweede echtgenote Adelaide van Lombardije huwde, een dochter van Pepijn, koning van Italië en zoon van Karel de Grote.
Hij werd in 876 hertog van Camerino en in 882 hertog van Spoleto als Guido III.
Na de dood van Karel de Dikke in 888 mislukte hij in een poging om zich tot koning van Frankrijk te laten verkiezen. Daarop ging hij de strijd aan met Berengarius I van Friuli, een andere Frank, om het koningschap over Italië. Guido haalde een overwinning bij Trebbia en werd in 889 in Pavia tot koning gekroond.
In 891 zalfde paus Stefanus VI Guido tot Rooms-keizer en het jaar daarop verplichtte hij paus Formosus om zijn zoon Lambert te zalven, om hem aan zijn bestuur te verbinden als hertog, koning en keizer.
Paus Formosus keerde zich nadien tegen beiden en steunde voortaan Arnulf van Karinthië. Arnulf deed in 894 zijn intrede in Pavia en liet Berengarius I als koning van Italië erkennen.
Guido was gehuwd met Ageltrude, en was de vader van:
- Lambert van Spoleto (-898)[1]
- Guido IV van Spoleto (-897)